# Gerard Verbeke
Gerard Verbeke (auch frz. Gérard Verbeke und gelegentlich lat. Gerardus Verbeke; * 15. Juli 1910 in Waregem; † 27. März 2001) war ein belgischer Philosophiehistoriker.

## Leben
Gerard Verbeke wurde als Sohn von Adolphe Verbeke geboren und am 28. April 1935 zum Priester geweiht. Von 1946 bis 1978 war er Professor für Philosophie an der Katholischen Universität in Löwen. Er erhielt Ehrendoktortitel in Mailand (1975), Washington (1981) und Irland (1987). Auf dem Philosophenkongress im August 1948 in Mainz, dem zweiten Philosophenkongress in Deutschland nach 1945, versuchte er in seinem Vortrag eine Metaphysische Begründung der Wahrheit. 1958 veröffentlichte er mit Augustin et le stoicisme einen immer noch grundlegenden Aufsatz zur Bedeutung der Stoa für Augustinus. 1961 veröffentlichte er die erste vollständige Edition einer Übersetzung von Wilhelm von Moerbeke. Auf Deutsch erschien sein 1982 in Düsseldorf gehaltener Vortrag Avicenna, Grundleger einer neuen Metaphysik.
1989 wurde er zum korrespondierenden Mitglied der British Academy gewählt.

## Schriften (Auswahl)
- Kleanthes van Assos. Brussel 1949[4].
- Literatuuronderwijs en humaniora. Antwerpen  1956.
- Augustin et le stoicisme, in: Recherches Augustiniennes 1 (1958) S. 67–89.
- Het mysterie van de hoop. Brugge/Breda 1959.
- De mens als 'grens' volgens Aquinas, in: Tijdschrift voor filosofie, 36e jaargang, nr 2, juni 1974. Leuven 1974.
- Aquinas and problems of his time, Gerard Verbeke; Daniel Verhelst, in: Mediaevalia Lovaniensia, Series 1, Studia, 5. Leuven/The Hague 1976.
- La philosophie du signe chez les Stoiciens, in: Jacques Brunschwig (Hg.), Les Stoiciens et leur logique. Paris 1978. S. 401–424.
- Belgium and Europe: proceedings of the international Francqui-colloquium, Brussels-Ghent, 12-14 november 1980. Brussel 1981.
- Avicenna, Grundleger einer neuen Metaphysik. Opladen 1983.
- The presence of stoicism in medieval thought. Washington 1983.
- Moral education in Aristotle. Washington 1990.
- D'Aristote à Thomas d'Aquin. Antécédents de la pensée moderne. Recueil d'articles. Leuven 1990.